# Makrokylindrus spiniventris
Makrokylindrus spiniventris är en kräftdjursart som beskrevs av Hansen 1920. Makrokylindrus spiniventris ingår i släktet Makrokylindrus och familjen Diastylidae. Inga underarter finns listade i Catalogue of Life.